# Burg Binzelberg
Die Burg Binzelberg ist eine abgegangene Niederungsburg im Flurbereich Binzelberg 1200 Meter südöstlich der Stadt Usingen im Hochtaunuskreis in Hessen.  Der Burgstall liegt auf 280 Meter über NN am Südhang des 303 m hohen Galgenkopfes westlich des Teiches am hier wieder nach Nordwesten abbiegenden Schlichenbach. Von der wüst gefallenen Burg ist nichts erhalten.